# Michael Buchheim
Michael Buchheim (* 12. Oktober 1949 in Schmölln, Landkreis Altenburg, DDR) ist ein ehemaliger deutscher Sportschütze. Bei den Olympischen Spielen 1972 in München wurde er Olympiadritter in der Disziplin Skeet-Schießen.

## Leben
Michael Buchheim begann 1966 in der Nachwuchsabteilung Sportschießen bei ASK Vorwärts Leipzig unter Gerhard Aßmus. Ab 1968 trainierte er bei Hans Mars. 1974 wurde er nach Frankfurt (Oder) versetzt. Seit 1980 arbeitet er als Trainer bei der Schützengilde Frankfurt a. d. Oder 1406 in Frankfurt (Oder), wo er auch seinen Sohn Ralf Buchheim trainiert.
Buchheim lebt heute in Lebus. Er war Mitglied der PDS, hatte einen Sitz in der Stadtverordnetenversammlung zwischendurch auch als parteiloser Einzelbewerber errungen und sitzt seit den Kommunalwahlen in Brandenburg 2014 als Parteiloser für Die Linke im Stadtparlament von Lebus. Nachdem Vorwürfe aufkamen, dass er mit Detlev Fryeder den ehemaligen Pressesprecher von Alexander Gauland zum ersten AfD-Oberbürgermeister in Brandenburg gewählt habe, forderte der Linkspartei-Landesvorstand Buchheim zur Mandatsniederlegung auf.

## Sportliche Erfolge
Olympische Spiele
- Olympiabronze 1972 in München

Weltmeisterschaften
- WM-Silber 1971 in Bolonga mit der Mannschaft (mit Klaus Schulze, Klaus Reschke und Klaus Krumpholz)
- WM-Gold 1975 in München mit der Mannschaft (mit Bernhard Hochwald, Klaus Reschke und Wolfgang Klaus)

Europameisterschaften
- EM Silber 1971 in Suhl mit der Mannschaft (mit Klaus Schulze, Klaus Reschke und Klaus Krumpholz)

DDR-Meisterschaften
- DDR-Junioren-Gold 1969 in Suhl
- DDR-Gold 1970 in Leipzig
- DDR-Gold 1971 in Suhl
- DDR-Gold 1972 in Suhl
- DDR-Bronze 1976 in Suhl

## Auszeichnungen
- 1972: verdienter Meister des Sports[2]